# 次数付き微分代数
数学の特に抽象代数学および代数的位相幾何学における次数付き微分環（じすうつきびぶんかん、英: differential graded algebra; 次数付き微分代数、微分次数環）は、その多元環構造に両立する鎖複体の構造を併せ持つ次数付き環を言う。

## 定義
次数付き微分環 (differential graded algebra) または短くDG代数とは、次数付き多元環 A とその上の次数 1 または次数 −1 の何れかである写像 d: A → A で以下の性質を持つものとの組 (A, d) を言う。
1. {\displaystyle d\circ d=0}. [注釈 1]
2. {\displaystyle d(a\cdot b)=(da)\cdot b+(-1)^{\operatorname {deg} (a)}a\cdot (db)}, ただし deg は各斉次元の次数を表す。[注釈 2]

この定義をより簡潔（だがやや難解）な形で述べれば、次数付き微分環とは鎖複体全体の成すモノイド圏におけるモノイド対象のことである。次数付き微分環の間の次数付き微分準同型 (DG射) とは、微分 d と両立する次数付き多元環の準同型を言う。
次数付き微分添加代数（DGA代数、添加DG代数、DGA）とは、係数環へのDG射を備えた次数付き微分代数を言う（この用語法はアンリ・カルタンによるものである）
注文献によっては、DG代数の意味で DGA と言っている場合があるので注意。

## 例
- コジュル複体（英語版）は次数付き微分環である。
- テンソル代数もまたコジュル複体同様に微分を持つ次数付き微分環となる。
- 位相空間の、Z/pZ-係数特異コホモロジーは以下の通り次数付き微分環となる: 複体の微分は短完全列 0 → Z/pZ → Z/p2Z → Z/pZ → 0 に付随するボクシュタイン準同型（英語版）によって与えられ、環の乗法はカップ積で与えられる。
- 可微分多様体上の微分形式の全体に外微分と外積を入れて次数付き微分が考えられる。ド・ラムコホモロジーの項を参照。

## 次数付き微分環に関するその他の事実
- 次数付き微分環 (A, d) のホモロジー H*(A) ≔ ker(d)/im(d) は次数付き多元環を成す。また次数付き添加代数のホモロジーは添加代数（英語版）となる。

## 注